# Opaepele
Opaepele is een geslacht van kreeftachtigen uit de klasse van de Malacostraca (hogere kreeftachtigen).

## Soorten
- Opaepele loihi Williams & Dobbs, 1995
- Opaepele susannae Komai, Giere & Segonzac, 2007
- Opaepele vavilovi Lunina & Vereshchaka, 2010